# Jonathan Isaac
Jonathan Judah Isaac (El Bronx, Nueva York, 3 de octubre de 1997) es un baloncestista estadounidense que pertenece a la plantilla de los Orlando Magic de la NBA. Con 2,08 metros de estatura, juega en la posición de alero.

## Trayectoria deportiva

### Primeros años
Asistió en sus dos primeros años de instituto al Barron Collier High School en Naples (Florida), y los dos últimos al International School en Hollywood (Florida). Sin embargo, como resultado de querer ser recalificado como estudiante de secundaria en 2016, y así poder entrar al Draft de la NBA de 2016 sin pasar por la universidad, asistió también ese año a la IMG Academy, un centro privado y centro de tecnificación deportiva. Esa temporada promedió 17,6 puntos y 10,0 rebotes por partido.
Isaac creció en sus cuatro años de instituto 15 centímetros, lo que le posibilitó el jugar en casi todas las posiciones del terreno de juego. Finalmente dejó a un lado la idea de intentar jugar en profesionales sin pasar por la universidad y en julio de 2015 anunció que se comprometía con Florida State. Disputó tanto el Jordan Brand Classic, donde consiguió 8 puntos y 6 rebotes, como el Nike Hoop Summit.

### Universidad
Jugó una única temporada con los Seminoles de la Universidad Estatal de Florida, en la que promedió 12,0 puntos, 7,8 rebotes, 1,2 asistencias, 1,2 robos de balón y 1,5 tapones por partido, Fue incluido en el mejor quinteto freshman de la Atlantic Coast Conference.

#### Estadísticas
| Año     | Equipo        | PJ | PT | MPP  | %TC  | %3P  | %TL  | RPP | APP | ROB | TPP | PPP  |
| ------- | ------------- | -- | -- | ---- | ---- | ---- | ---- | --- | --- | --- | --- | ---- |
| 2016–17 | Florida State | 32 | 32 | 26.2 | .508 | .348 | .780 | 7.8 | 1.2 | 1.2 | 1.5 | 12.0 |

### Profesional
Fue elegido en la sexta posición del Draft de la NBA de 2017 por los Orlando Magic. Debutó el 18 de octubre ante los Miami Heat, logrando 4 puntos y 8 rebotes. En su primera temporada disputó 27 encuentros con el primer equipo, pero también un par con el equipo filial de la G League, los Lakeland Magic.
En su segunda temporada se asentó como alero titular de la franquicia de Orlando.
El 2 de agosto de 2020, en uno de los partidos de reanudación en la "burbuja de Orlando", ante Sacramento Kings 132–116, Isaac sufrió un desgarro del ligamento cruzado anterior de la rodilla, dejándole fuera de competición para lo que restaba de temporada. El 7 de agosto sería operado, con lo que se perdería también parte de la 2020-21.
Tras perderse toda la 2020-21, tampoco jugó durante la 2021-22, lo que fue confirmado el 15 de marzo de 2022 por los Magic, anunciando que ya no reaparecería esa temporada.
En diciembre de 2022 fue enviado a Lakeland Magic para ultimar su recuperación. En enero de 2023, disputa algunos encuentros con el filial en la G League. 904 días después de su último partido en la NBA, el 24 de enero regresó al fin a las pistas, logrando 10 puntos y 3 rebotes ante los Boston Celtics en algo más de nueve minutos de juego. Pero el 3 de marzo de 2023, tras 11 encuentros disputados, se anunció que volvería someterse a cirugía, esta vez en el abductor, y que se perdería el resto de la temporada.
En julio de 2024 acuerda una extensión de contrato con los Magic, por cinco años y $84 millones.

## Estadísticas de su carrera en la NBA

### Temporada regular
| Año     | Equipo  | PJ  | PT  | MPP  | %TC  | %3P  | %TL  | RPP | APP | ROB | TPP | PPP  |
| ------- | ------- | --- | --- | ---- | ---- | ---- | ---- | --- | --- | --- | --- | ---- |
| 2017-18 | Orlando | 27  | 10  | 19.9 | .379 | .348 | .760 | 3.7 | .7  | 1.2 | 1.1 | 5.4  |
| 2018-19 | Orlando | 75  | 64  | 26.6 | .429 | .323 | .815 | 5.5 | 1.1 | .8  | 1.3 | 9.6  |
| 2019-20 | Orlando | 34  | 32  | 29.2 | .470 | .340 | .779 | 6.8 | 1.4 | 1.6 | 2.3 | 11.9 |
| 2022-23 | Orlando | 11  | 0   | 11.3 | .415 | .400 | .556 | 4.0 | .5  | 1.3 | .4  | 5.0  |
| 2023-24 | Orlando | 58  | 2   | 15.8 | .510 | .375 | .720 | 4.5 | .5  | .7  | 1.2 | 6.8  |
| 2024-25 | Orlando | 71  | 1   | 15.4 | .414 | .258 | .682 | 4.4 | .6  | .9  | 1.1 | 5.4  |
| Total   | Total   | 276 | 109 | 20.4 | .443 | .323 | .749 | 4.9 | .8  | 1.0 | 1.3 | 7.6  |

### Playoffs
| Año   | Equipo  | PJ | PT | MPP  | %TC  | %3P  | %TL   | RPP | APP | ROB | TPP | PPP |
| ----- | ------- | -- | -- | ---- | ---- | ---- | ----- | --- | --- | --- | --- | --- |
| 2019  | Orlando | 5  | 5  | 27.3 | .275 | .200 | .875  | 6.2 | .4  | .4  | 1.0 | 6.6 |
| 2024  | Orlando | 7  | 3  | 21.0 | .410 | .370 | 1.000 | 4.9 | .4  | .7  | 1.3 | 6.3 |
| 2025  | Orlando | 5  | 0  | 13.8 | .583 | .250 | .600  | 2.0 | .4  | .4  | .2  | 3.6 |
| Total | Total   | 17 | 8  | 20.8 | .374 | .294 | .800  | 4.4 | .4  | .5  | .9  | 5.6 |

## Vida personal
Isaac es hijo de Jackie Allen, y tiene seis hermanos.
Es descendiente de puertorriqueños, por lo que puede ser elegido por el equipo nacional de Puerto Rico.
Isaac es Cristiano y ha predicado en la iglesia Jump Ministries Global Church de Orlando.

### Polémica
El 31 de julio de 2020, Isaac fue el primer jugador de la NBA que no se arrodilló durante la ceremonia del himno nacional en los partidos celebrados durante la reanudación de la temporada 2019-20 en la "burbuja de Orlando". Todos los demás jugadores de los cuatro equipos en acción se arrodillaron durante el himno previo al partido, excepto Isaac, que eligió no llevar tampoco camiseta con motivo Black Lives Matter, movimiento contra el racismo y la igualdad en Estados Unidos. A este respecto dijo:

"Absolutely, I believe Black lives matter. A lot went into my decision. Kneeling or wearing a Black Lives Matter T-shirt doesn't go hand in hand in supporting Black lives."
"Absolutamente, creo que las vidas negras importan. Mi decisión se basa en muchas cosas. Arrodillarse o llevar una camiseta de Black Lives Matter no va de la mano de apoyar las vidas negras."